# Stabilimenti Poligrafici Riuniti
Stabilimenti poligrafici riuniti è stata una casa editrice bolognese, attiva nella prima metà del Novecento. Fondata come "Stabilimento Tipografico Emiliano", cambiò poi nome con quello di "Stabilimenti Tipografici Italiani Riuniti", infine con quello di "Stabilimenti poligrafici riuniti", sotto il quale risultano edite opere dal 1916 al 1935.
La casa editrice, oltre a stampare in quel periodo Il Resto del Carlino, fu attiva con edizioni proprie, pubblicando tra gli altri, di Giovanni Papini, Alfredo Oriani nel settimo anniversario della morte (1916), di Giovanni Gentile, Esiste una scuola italiana? (1918), di Francesco Torraca, Il dialetto romagnolo e bolognese nel "De vulgari eloquentia" (1927), di Cesare Musatti, I fattori empirici della percezione e la teoria della forma (1930). La casa funzionò anche come tipografia per grandi case editrici come Bemporad (Mark Twain, Tom Sawyer l'aeronauta, Firenze, R. Bemporad e figlio, 1918 (Bologna : Stabilimenti poligrafici riuniti) e Zanichelli (Ettore Pais, Italia antica: ricerche di storia e di geografia storica, Bologna, N. Zanichelli, 1922 (Bologna : Stabilimenti poligrafici riuniti).